# Kuurdak

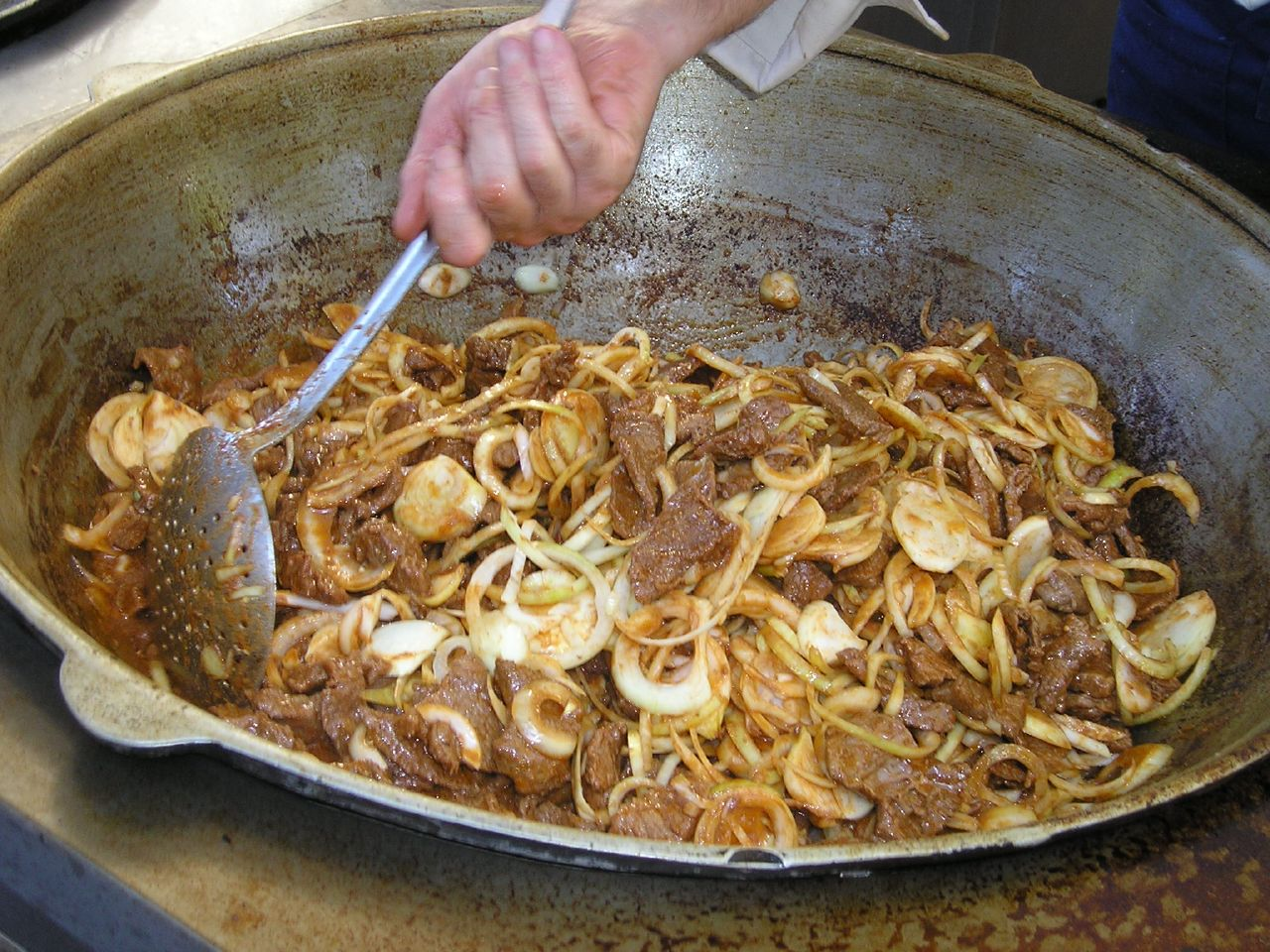
Pregătirea Kuurdak

Kuurdak (în kîrgîză куурдак, în kazahă қуырдақ, Qýyrdaq, în turcă gowurdak) este o specialitate culinară din carte preparată în Asia Centrală, în special în Kârgâzstan. Denumirea provine de la includerea cuvântului „prăjit”, referindu-se la modul în care se prepară mâncarea. Este descrisă drept „carne fiartă bine făcută”.
Kuurdak este unul dintre principalele și cele mai vechi feluri de mâncare din bucătăria kirghiză. Kuurdak este, de obicei, realizat din carne de miel, grăsime sau ulei și ceapă. Acesta poate fi făcut folosind carne de vită sau orice alt fel de carne, cu excepția cărnii de porc (întrucât kirghizii și multe alte popoare turcice din Asia Centrală sunt popoare musulmane). În bucătăria kazahă kuurdakul este făcut din ficat de oaie, rinichi, inimă și plămâni.